# Кошелев, Андрей Степанович
Андре́й Степа́нович Ко́шелев (1909-1945) — ефрейтор Рабоче-крестьянской Красной Армии, участник Великой Отечественной войны, Герой Советского Союза (1945).

## Биография
Андрей Кошелев родился в 1909 году в селе Давыдовка (ныне — посёлок в Лискинском районе Воронежской области). После окончания пяти классов школы работал в колхозе. В июне 1941 года Кошелев был призван на службу в Рабоче-крестьянскую Красную Армию. С августа того же года — на фронтах Великой Отечественной войны. К январю 1945 года ефрейтор Андрей Кошелев был наводчиком орудия 296-го гаубичного артиллерийского полка 1-й гаубичной артиллерийской бригады 3-й артиллерийской дивизии 7-го артиллерийского корпуса прорыва 5-й гвардейской армии 1-го Украинского фронта. Отличился во время освобождения Польши.
25 января 1945 года в бою на плацдарме на западном берегу Одера в районе деревни Прейсдорф в 6 километрах к северо-западу от Ополе Кошелев уничтожил штурмовое орудие. Когда его орудие вышло из строя, а сам он получил ранение, Кошелев продолжил сражаться, подбив из противотанкового ружья ещё одно штурмовое орудие. Его действия способствовали успешному отражению немецкой контратаки. 7 февраля 1945 года Кошелев скончался от полученных ранений. Похоронен в местечке Годзиковице в 3 километрах к югу от Олавы.
Указом Президиума Верховного Совета СССР от 27 июня 1945 года ефрейтор Андрей Кошелев посмертно был удостоен высокого звания Героя Советского Союза. Также посмертно был награждён орденом Ленина.